# Dudley North
Dudley North (1641–1691) – angielski ekonomista, zarządca dóbr królewskich, działacz parlamentarny. Jeden z pierwszych i najbardziej zagorzałych zwolenników liberalizmu gospodarczego. Prekursor teorii równowagi gospodarczej. Postulował odejście od scholastycznych, spekulatywnych metod badawczych i bezpośrednie badanie rzeczywistości, i na tej podstawie formułowanie praw. North wierzył w mechanizm samoregulacji gospodarczej.

## Dzieła
- Rozprawy o handlu (1691)